# Фонер, Филип
Филип Шелдон Фонер (англ. Philip Sheldon Foner; 14 декабря 1910 года, Нью-Йорк — 13 декабря 1994 года) — американский историк-марксист, специализировавшийся на истории труда и рабочего движения, педагог. Фонер был автором и редактором более 100 книг. Он стал первым писать на такие непопулярные в то время среди ученых темы, как роль радикалов, чернокожих и женщин в американской трудовой и политической истории. Как марксистский мыслитель оказал влияние не на одно поколение учёных.
Фонера помнят из-за его 10-томной работы по истории рабочего движения в США, опубликованной в период между 1947 и 1994 годами. Он также редактировал сборник 5-томной жизнь и писания о Фредерике Дугласе, и написал биографию аболиционистского лидера. Его работы «Организованный труд и чёрный рабочий» (издания 1974 и 1982 гг.) и двухтомник «Женщины в американском рабочем движении» (1979 и 1980 гг.) также открыли новые горизонты в истории. За свои «Американские рабочие песни девятнадцатого века» (1975) Фонер получил премию Димса Тейлора, врученную Американским обществом композиторов, авторов и издателей (ASCAP).
Его взгляды и политическая принадлежность, равно как и публикации, считались крайне левыми.

## Биография
Фонер родился в 1910 году в семье иммигрантов Восточной Европы на Нижнем Ист — Сайде в Нью — Йорке. Его родители были еврейскими иммигрантами из Российской империи. Фонер вырос в Вильямсбурге, Бруклин, и окончил среднюю школу Восточного округа.
У Филипа Фонера было три брата, достигшие совершеннолетия во время Великой депрессии, также стали деятелями движения американских левых. Его брат-близнец Джек Д. Фонер (1910—1999) стал профессиональным историком и был отцом историка Эрика Фонера. Два других брата были ведущими профсоюзными деятелями: Мо Фонер был активным членом (1199SEIU) организации United Healthcare Workers и был особенно известен тем, что руководил культурными программами профсоюза. Генри Фонер возглавлял Союз меховщиков.
Фонер получил степень бакалавра в Городском колледже Нью-Йорка (CCNY) в 1932 году, где он и его брат Джек учились у историка Аллана Невинса. Он получил степень магистра Колумбийского университета в 1933 году. В 1941 году он стал доктором философии этого университета.

## Академическая карьера
После получения степени магистра, Фонер стал преподавателем истории в Городском колледже Нью-Йорка в 1933 году. Он преподавал там в течение 1941 года, тогда же была опубликована его первая книга «Бизнес и рабство: Нью-Йоркские торговцы и неудержимый конфликт».

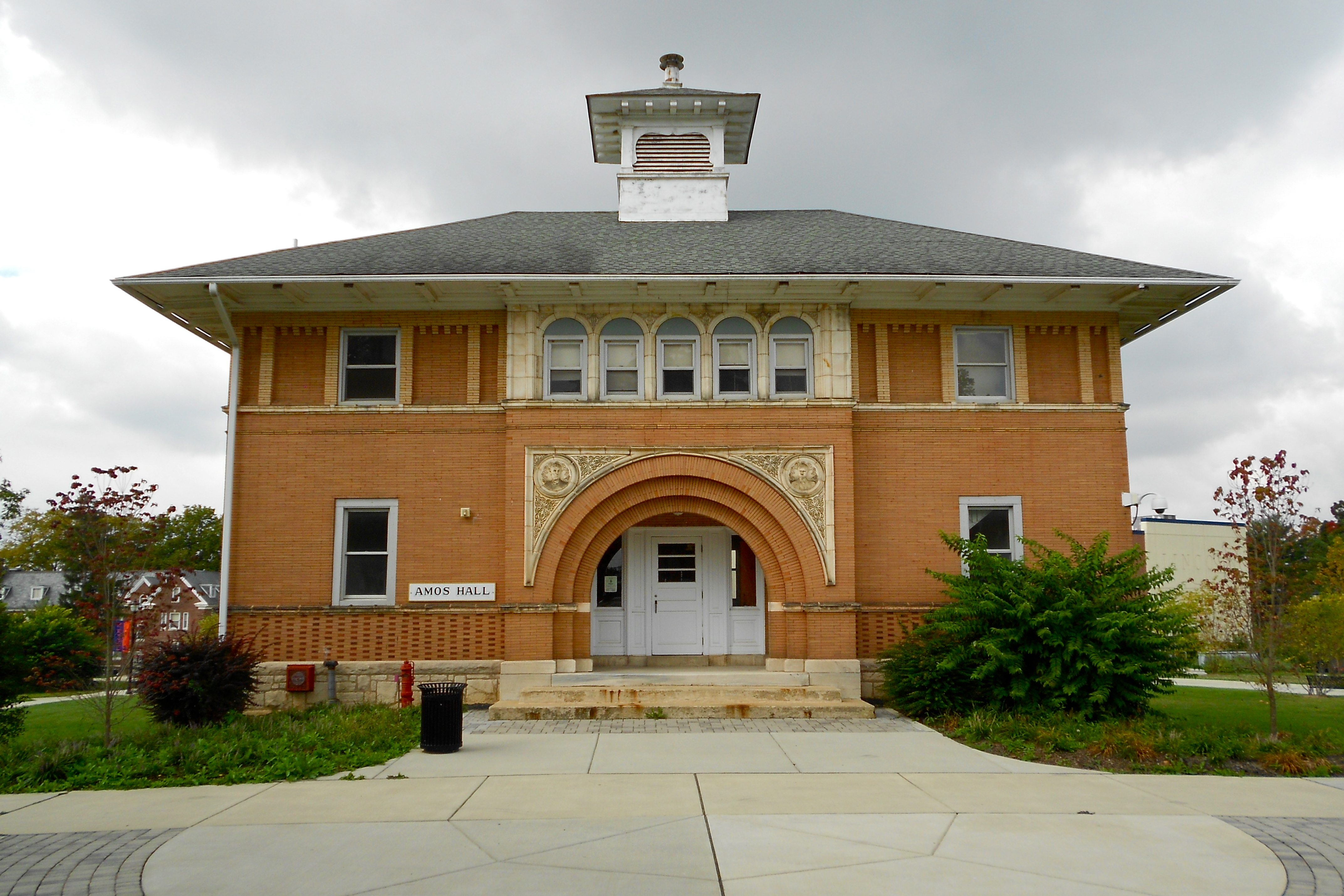
Amos Hall Lincoln U PA.Университет Линкольна (США, Пенсильвания)

Фонер был одним из 26 преподавателей и сотрудников Городского колледжа, которые были уволены с работы к концу 1942 года в результате расследования коммунистического влияния в высшем образовании комитетом Раппа-Кудерта законодательного собрания штата Нью-Йорк. Основанный весной 1940 года, он был официально известен как Объединённый законодательный комитет по изучению системы образования штата Нью-Йорк. Фонер дал показания на следственных слушаниях в апреле 1941 года, во время которых он отрицал своё членство в Коммунистической партии.
В следующем месяце он был привлечён к уголовной ответственности Комитетом по поведению Совета высшего образования. В августе Правление провело судебное разбирательство по его делу — по обвинению в том, что он принадлежал к коммунистической партии, участвовал в издании информационного бюллетеня «Учитель-рабочий» коммунистического партийного подразделения, действующего в Городском колледже; и дал ложные показания на слушании дела. В ноябре 1941 года судебная комиссия представила отчет, в котором рекомендовала его уволить.
Три брата Фонера: его близнец Джек, профессор истории CCNY; Мо, работник офиса CCNY; и Генри, заместитель учителя в государственных школах Нью-Йорка, также попали под следствие. Их тоже уволили с работы.
После увольнения из Городского колледжа Фонер стал главным редактором Citadel Press в Нью-Йорке. Это было его основным средством выживания в те годы, когда он находился в чёрном списке.
В 1947 году первый том того, что впоследствии станет magnum opus Фонера, «История рабочего движения Соединенных Штатов», был выпущен издательством International Publishers, которое считается близким к Коммунистической партии США. Писавший как марксист, Фонер подчеркивал роль рабочего класса и его союзников в классовой борьбе, начавшейся с первых дней существования американской республики.
Один историк описал его работу как «серьезный вызов ортодоксальной интерпретации трудовой истории Джоном Р. Коммонсом». " Эта научная школа Университета Висконсина считала, что объединенные в профсоюзы рабочие улучшают свое положение при американском капитализме. По словам историка Нельсона Лихтенштейна, Фонер напротив считал, что "профсоюзы были частью более широкого движения за демократизацию — средства борьбы за политические и социальные цели, такие как равенство и власть, а также за повышение заработной платы, рабочего времени и т. Д. и условия труда ". За свою жизнь он опубликовал ещё девять томов этой истории, последний из которых, закончившийся накануне Великой депрессии, был опубликован незадолго до его смерти.
В 1949 году Фонер опубликовал первый том своего многотомного труда «Жизнь и сочинения Фредерика Дугласа», также выпущенный International Publishers в Нью-Йорке. Работа состояла из пяти томов, изданных в период с 1949 по 1952 год. Его племянник Эрик Фонер, известный своими работами об эпохе Реконструкции, сказал, что Дуглас был в значительной степени забыт как важный аболиционист и афро-американский лидер к тому времени, когда его дядя начал публиковать свою книгу.
В 1967 году влияние чёрного списка окончательно ослабло. Филипп Фонер был принят на должность профессора истории университета Линкольна, исторически сложившегося университета для чернокожих, расположенного недалеко от Оксфорда, штат Пенсильвания. Фонер служил здесь до своего выхода на пенсию в 1979 году.
После выхода на пенсию Фонер продолжал издавать книги. Обычно он работал соавтором и редактором сборников документов вместе с более молодым ученым. Историк более позднего поколения описал свой стиль как накопление первичных документов, как это делали некоторые историки XIX века.
В 1979 году, почти через три десятилетия после массовых увольнений в Городском колледже, Совет высшего образования штата Нью-Йорк официально извинился перед Фонером и лицами, подвергшимися нападению со стороны Комитета Раппа-Кудерта, течение жизни которых было нарушено увольнениями, политическими страхами и слухами. Правление охарактеризовало поведение Комитета Раппа-Кудерта как «вопиющее нарушение академической свободы». "
Фонер стал профессором истории в Университете Рутгерса в Камдене, штат Нью-Джерси, в 1981 году.
Фонер женился на Рослин Хелд в 1939 году. У пары было две дочери, Элизабет и Лора.
После смерти своей жены пожилой Рослин Фонер снова женился в 1988 году. Его второй брак закончился разводом в 1991 году.
Филип С. Фонер умер в возрасте 83 лет 13 декабря 1994 года, за день до своего 84-летия.

## Критика

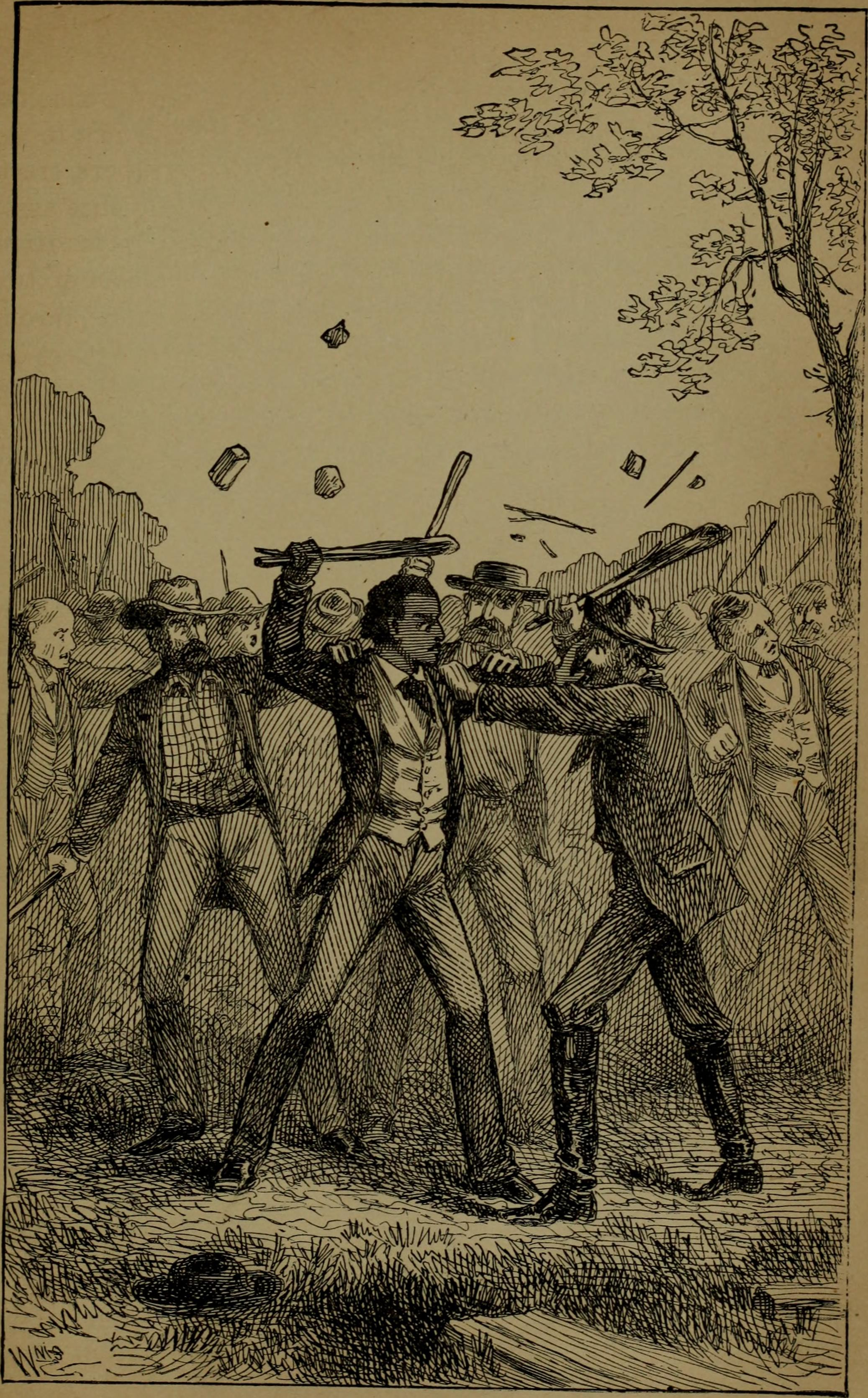
Борец за освобождение рабов в США Фредерик Дуглас. XIX в.

Деятельность Фонера пришлась на политически противоречивый период, когда американцы боялись анархистов-иммигрантов, волнений среди рабочих, а также влияния Советского Союза и Коммунистической партии. Некоторые историки также критиковали его работу с научной точки зрения. В 1971 году в журнале « История труда» историк Джеймс О. Моррис задокументировал, что Фонер заимствовал материал из неопубликованной магистерской диссертации Морриса 1950-х годов в своей книге «Дело Джо Хилла» 1965 года.  Моррис писал, что «около четверти текста Фонера является дословным или почти дословным воспроизведением» его рукописи, и имел другие претензии. 
Такие ученые, как историк труда Нельсон Лихтенштейн, считают признанными недостатки Фонера ещё с 1970—1980-х годов, но сторонники считают, что он все же внес существенный вклад в эту область.
В мае 2003 г. жалобы на Фонера обсуждались историками труда на H-Labor и в публикациях в History News Network с обвинениями в плагиате и небрежности. Скотт МакЛеми рассмотрел полемику в статье в « Хрониках высшего образования» и отметил, что старые политические дебаты снова возобновляются. Многие ученые, интеллектуалы и художники пострадали в эпоху Маккарти.
Племянник Фонера Эрик Фонер, профессор истории Колумбийского университета, сказал, что «радикальная политика его дяди является стержнем недавних дебатов». Очевидно, что любое обвинение в плагиате следует воспринимать серьёзно, — говорит он. «Но я думаю, что это противоречие спутано с мощными идеологическими проблемами, которые следует держать совершенно отдельно».

В мае 2003 года историк труда Мелвин Дубофски обвинил Филиппа Фонера: он «полностью заимствовал мою тогда еще неопубликованную диссертацию» о промышленных рабочих мира для использования в четвёртом томе своей « Истории рабочего движения в Соединенных Штатах». Дубофски сказал, что Фонер извлек большие фрагменты этой диссертации «без указания авторства и кавычек». " Дубофски утверждал, что Фонер аналогичным образом использовал неопубликованные работы других молодых ученых, «слишком многочисленных, чтобы упоминать». " Но Дубофски также отметил, что многие молодые историки труда в 1970-х годах чувствовали, что Фонер достаточно пострадал от попадания в черный список, и не хотели предпринимать никаких официальных действий против него. Он сказал: 
 «Так что даже люди, у которых он бесплатно позаимствовал работы, не хотели ничего говорить». 
Историк Джон Эрл Хейнс, который использовал советские архивы для своего многотомного труда о Коммунистической партии США , сказал, что Фонера давно критикуют за плагиат, и что он был «героем для радикальных историков». В сообщении в History News Network Хейнс пишет, что Фонер сделал неточные ссылки на некоторые работы Хейнса.

Эрик Фонер добавил о работе своего дяди: 
Он редактировал произведения Фредерика Дугласа в то время, когда, хотите верьте, хотите нет, его никто не помнил. Он отредактировал семь томов документов по истории черного труда в Соединенных Штатах и сборники материалов с политических конвенций чернокожих в XIX веке. И все это он делал без ассистентов и без грантов. Эти дебаты не воздают должного его вкладу в науку. 
Признавая ценность работы историка, президент Нью-Йоркской ассоциации трудовой истории заявил, что у неё нет планов отменять в 1994 году Фонеру награду за заслуги.

## Награды
За « Американские трудовые песни девятнадцатого века» (1975) Фонер получил премию Димса Тейлора, врученную Американским обществом композиторов, авторов и издателей (ASCAP).
В 1994 году, за несколько месяцев до своей смерти, Фонер "получил награду за заслуги перед Нью-Йоркской ассоциацией трудовой истории.
Историк Нельсон Н. Лихтенштейн охарактеризовал Фонера как «пионера в развитии истории труда как дисциплины, убравшей ее с экономического факультета».
- Бизнес и рабство: Нью-Йоркские торговцы и неудержимый конфликт. Чапел-Хилл: Университет Северной Каролины Press, 1941.
- Моральное воспитание в американской армии: война за независимость, война 1812 года, гражданская война. Нью-Йорк: Международные издательства, 1944.
- Евреи в американской истории, 1654—1865 гг. Нью-Йорк: Международные издатели, 1945.
- Джек Лондон: Американский бунтарь: собрание его социальных работ, вместе с обширным исследованием человека и его Times New York: The Citadel Press, 1947.
- История рабочего движения в Соединённых Штатах. В 10 томах, 1947—1994 гг.
  - Том 1: От колониальных времен до основания Американской федерации труда. Нью-Йорк: Международные издатели, 1947.
  - Том 2: От основания Американской федерации труда до появления американского империализма. Нью-Йорк: Международные издатели, 1955.
  - Том 3: Политика и практика Американской федерации труда, 1900—1909. Нью-Йорк: Международные издатели, 1964.
  - Том 4: Промышленные рабочие мира. Нью-Йорк: International Publishers, 1965.
  - Том 5: АФТ в прогрессивную эру, 1910—1915 гг. Нью-Йорк: Международные издатели, 1980.
  - Том 6. Накануне вступления Америки в Первую мировую войну, 1915—1916 гг. Нью-Йорк: Международные издатели, 1982.
  - Том 7: Труд и Первая мировая война, 1914—1918 гг. Нью-Йорк: Международные издатели, 1987.
  - Том 8: Послевоенная борьба, 1918—1920 гг. Нью-Йорк: Международные издатели, 1988.
  - Том 9: ТУЭЛ до конца эры Гомперса. Нью-Йорк: Международные издатели, 1991.
- Том 10: TUEL, 1925—1929 гг. Нью-Йорк: Международные издатели, 1994.
- Профсоюз работников меховой и кожевенной промышленности: история драматической борьбы и достижений. Ньюарк, Нью-Джерси: Нордан Пресс, 1950.
- История Кубы и её отношений с США. В 2-х томах, 1962—1963 гг.
  - Том 1, 1492—1845: От завоевания Кубы до Ла-Эскалеры. Нью-Йорк: Международные издатели, 1962.
  - Том 2, 1845—1895: От эры аннексионизма до начала Второй войны за независимость. Нью-Йорк: Международные издатели, 1963.
- Фредерик Дуглас: биография. Нью-Йорк: Citadel Press, 1964.
- Дело Джо Хилла. Нью-Йорк: International Publishers, 1965.
- Большевистская революция: её влияние на американских радикалов, либералов и лейбористов. Нью-Йорк: Международные издатели, 1967.
- УЭБ Дюбуа говорит: речи и обращения, 1890—1919. Нью-Йорк: Pathfinder Press, 1970.
- ВЭБ Дюбуа говорит: речи и обращения, 1920—1963. Нью-Йорк: Pathfinder Press, 1970.
- Американские трудящиеся и война в Индокитае: рост оппозиции профсоюзов. Нью-Йорк: Международные издатели, 1971.
- Испано-кубино-американская война и рождение американского империализма, 1895—1902 гг. Нью-Йорк: издательство Monthly Review Press, 1972.
- Организованный труд и чёрный рабочий, 1619—1973. Нью-Йорк: Praeger, 1974.
- Американские трудовые песни девятнадцатого века. Урбана: Университет Иллинойса, 1975.
- История чернокожих американцев. Вестпорт, Коннектикут: Greenwood Press, 1975.
- Труд и американская революция. Вестпорт, Коннектикут: Greenwood Press, 1976.
- Чёрные в американской революции. Вестпорт, Коннектикут: Greenwood Press, 1976.
- Великое восстание рабочих 1877 года. Нью-Йорк: Monad Press, 1977.
- Американский социализм и черные американцы: от эпохи Джексона до Второй мировой войны. Вестпорт, Коннектикут: Greenwood Press, 1977.
- Антонио Масео: «Бронзовый титан» борьбы Кубы за независимость. Нью-Йорк: издательство Monthly Review Press, 1977.
- Очерки афроамериканской истории. Филадельфия: издательство Temple University Press, 1978.
- Женщины и американское рабочее движение: от колониальных времен до кануна Первой мировой войны. Нью-Йорк: Свободная пресса, 1979.
- Женщины и американское рабочее движение: от Первой мировой войны до наших дней. Нью-Йорк: Свободная пресса, 1980.
- Британские трудящиеся и гражданская война в США. Нью-Йорк: Холмс и Мейер, 1981.
- Женщины и американское рабочее движение: от первых профсоюзов до наших дней. Нью-Йорк: Свободная пресса, 1982.
- Трое, кто посмел: Пруденс Крэндалл, Маргарет Дуглас, Миртилла Майнер: защитники довоенного образования черных. С Жозефиной Ф. Пачеко. Вестпорт, Коннектикут: Greenwood Press, 1984.
- Первые факты об американской рабочей силе: всесторонний сборник трудовых первых в Соединённых Штатах. Нью-Йорк: Холмс и Мейер, 1984.
- Другая Америка: Искусство и рабочее движение в Соединённых Штатах. С Райнхардом Шульцем. Западный Найак, штат Нью-Йорк: Journeyman Press, 1985.
- Литературные антиимпериалисты. Нью-Йорк: Холмс и Мейер, 1986.
- Первомай: Краткая история Международного рабочего праздника 1886—1986 гг. Нью-Йорк: Международные издатели, 1986.
- Рабочее движение США и Латинская Америка: история реакции рабочих на вмешательство. Саут-Хэдли, Массачусетс: Бергин и Гарви, 1988.
- Трудящиеся США и война во Вьетнаме. Нью-Йорк: Международные издатели, 1989.